# Time Matters
Time Matters é um software de gerenciamento de tarefas, produzido pela PCLaw | Time Matters LLC. Difere do software de gerenciamento de contatos como o ACT! ou GoldMine porque, além de contatos, gerencia calendário, email, documentos, pesquisa, cobrança, contabilidade e assuntos ou projetos. Ele se integra a uma variedade de outros produtos de software da LexisNexis e de outros fornecedores. Alguns desses fornecedores são Quicken, Microsoft, Palm, Mozilla, Corel e Adobe. Desenvolvido originalmente para escritórios de advocacia, o Time Matters compete com Gavel, Amicus, Tabs e outros produtos de gerenciamento de práticas jurídicas.
Time Matters foi desenvolvido pela DATA.TXT Corporation originalmente de Coral Gables, Flórida, mais tarde de Cary, Carolina do Norte. Fundada em dezembro de 1989 por Robert Butler, que mais tarde foi co-fundador com Kevin Stilwell em 1992, toda a equipe de gerenciamento e programação que iniciou o desenvolvimento da Time Matters em 1989 permaneceu na equipe até 2004, proporcionando continuidade e confiabilidade raramente vistas em software desenvolvido para mercados especializados. Time Matters foi comprado por Reed Elsevier em março de 2004. O Time Matters é desenvolvido ativamente pela LexisNexis a partir de seu centro de desenvolvimento de software em Raleigh, Carolina do Norte, localizado no campus da North Carolina State University .
O Time Matters para Windows é lançado desde 1994 (a versão DOS do Time Matters começou a ser distribuída em 1989).
O Time Matters já estava disponível em três edições: Professional, Enterprise e World. A edição Enterprise usou o Microsoft SQL Server como seu mecanismo de banco de dados. O Time Matters Browser Edition (anteriormente World Edition) serviu o Time Matters nos navegadores da Web para acesso remoto aos dados de um escritório de advocacia. Uma rede internacional de consultores independentes certificados ("CICs") oferece suporte, treina e personaliza este produto para os usuários finais.
O Time Matters Professional, descontinuado com o lançamento do Time Matters 10.0 em 2009, foi baseado no sistema de arquivos TPS desenvolvido pela Softvelocity. Atualmente, o Time Matters conta com o SQL Server para seu banco de dados.
Com o lançamento da versão 10 em outubro de 2009, o Time Matters ficou disponível apenas na Enterprise Edition (mas foi vendido como Time Matters). Em maio de 2010, a LexisNexis introduziu um programa de assinatura do Plano de Manutenção Anual (PMA). Os assinantes do PMA são elegíveis para baixar atualizações de produtos e receber suporte técnico. Os assinantes do PMA também recebem acesso gratuito ao treinamento on-line e podem se inscrever no serviço de aplicativo móvel Time Matters Go para Android e iOS. Não há opções de suporte técnico por incidência disponíveis.
Em 2018, a Time Matters introduziu o Time Matters Go, um aplicativo móvel para dispositivos iOS e Android.
Time Matters 16.4 foi lançado em 30 de janeiro de 2019. Esta versão forneceu uma integração aprimorada com o Microsoft Exchange Server e suplementos aprimorados para versões suportadas dos aplicativos Adobe Acrobat e Microsoft Office.
Em maio de 2019, a LexisNexis entrou em uma joint venture com a LEAP Legal Software, fornecendo uma opção de migração dos Time Matters baseados em servidor para o produto baseado em nuvem oferecido pela LEAP. Na época, a LexisNexis relatou que eles tinham 15.000 clientes pagantes e 130.000 usuários em seus produtos PCLaw e Time Matters.